# Monica Dacon
Bà Monica Jessie Dacon, nhũ danh Sheen DBE CMG (sinh ngày 4 tháng 6 năm 1934) là một cựu giáo viên, nhà giáo dục và chính trị gia người Saint Vincent và Grenadines. Bà là góa phụ của nghị sĩ St. Clair Dacon.
Bà theo học tại trường trung học nữ và đạt cả chứng chỉ trường Cambridge và chứng chỉ trường trung học Cambridge. Năm 1952, bà bắt đầu giảng dạy tại trường cũ và Trường Ngữ pháp của Nam. Bà sẽ trở lại Trường trung học nữ mười một năm sau đó đã dạy ở hai trường Trinidad và Tobago, trước khi trở lại St. Vincent để giảng dạy tại Đại học Giám mục, Kingstown vào năm 1966.
Bà đã làm Hiệu trưởng của Đại học Giám mục trong một vài tháng trước khi quay trở lại Trường Trung học Nữ, nơi bà ở lại trong gần mười lăm năm. Bà tiếp tục việc học của mình và đạt được Chứng chỉ Cao đẳng của Giáo viên St. Vincent năm 1980 và hai năm sau đó, bằng Cử nhân Giáo dục của Đại học West Indies. Khi trở về St. Vincent, bà chuyển từ giáo dục trung học lên cấp ba và trở thành giảng viên tại Trường Cao đẳng Sư phạm St. Vincent.
Bà được bổ nhiệm làm Phó Toàn quyền năm 2001 khi Ngài Charles Antrobus làm Toàn quyền. Bà trở thành quyền của Toàn quyền St. Vincent và Grenadines, sau cái chết của Charles Antrobus và cho đến khi bổ nhiệm bác sĩ Frederick Ballantyne làm Toàn quyền, vào ngày 2 tháng 9 năm 2002. Bà được bổ nhiệm làm Tư lệnh của Huân chương Đế chế Anh (DBE) trong Danh hiệu Sinh nhật / Danh sách Ngoại giao và Ngoại giao năm 2010.